# Iury Lírio Freitas de Castilho
Iury Lírio Freitas de Castilho (sinh ngày 6 tháng 9 năm 1995), thường được biết với tên Iury, là một cầu thủ bóng đá người Brasil thi đấu ở vị trí tiền đạo cho Al-Nasr Dubai.

## Sự nghiệp
Iury là một sản phẩm của hệ thống trẻ Madureira, Tigres do Brasil và Avaí FC và từ năm 2014 anh thi đấu ở Campeonato Brasileiro Série A và Campeonato Catarinense.
Vào tháng 7 năm 2017 anh ký một bản hợp đồng với đội bóng tại Giải bóng đá ngoại hạng Ukraina FC Zorya Luhansk.
Ngày 7 tháng 6 năm 2018 anh chuyển đến câu lạc bộ tại Giải bóng đá vô địch quốc gia Các Tiểu vương quốc Ả Rập Thống nhất Al-Nasr Dubai SC.